# Isla Monos (Trinidad y Tobago)
La isla Monos pertenece a la República de Trinidad y Tobago. Es una de las numerosas islas del grupo "islas de las Bocas", que se sitúan cerca del grupo "Bocas del Dragón", ubicadas entre Trinidad y Venezuela. Esta isla posee este nombre ya que una vez habitaron unos monos rojizos, que luego fueron desapareciendo hasta el año de 1956. Posee una superficie estimada en 458 hectáreas (4,58 kilómetros cuadrados).
- Datos: Q3392371